# Доаб
Доаб (персидский, урду: дō, «два» + āб, «вода» или «река») — термин, используемый в Индии и Пакистане для обозначения «языка» или участка земли, который расположен между двумя сливающимися реками.

## Уттар-Прадеш

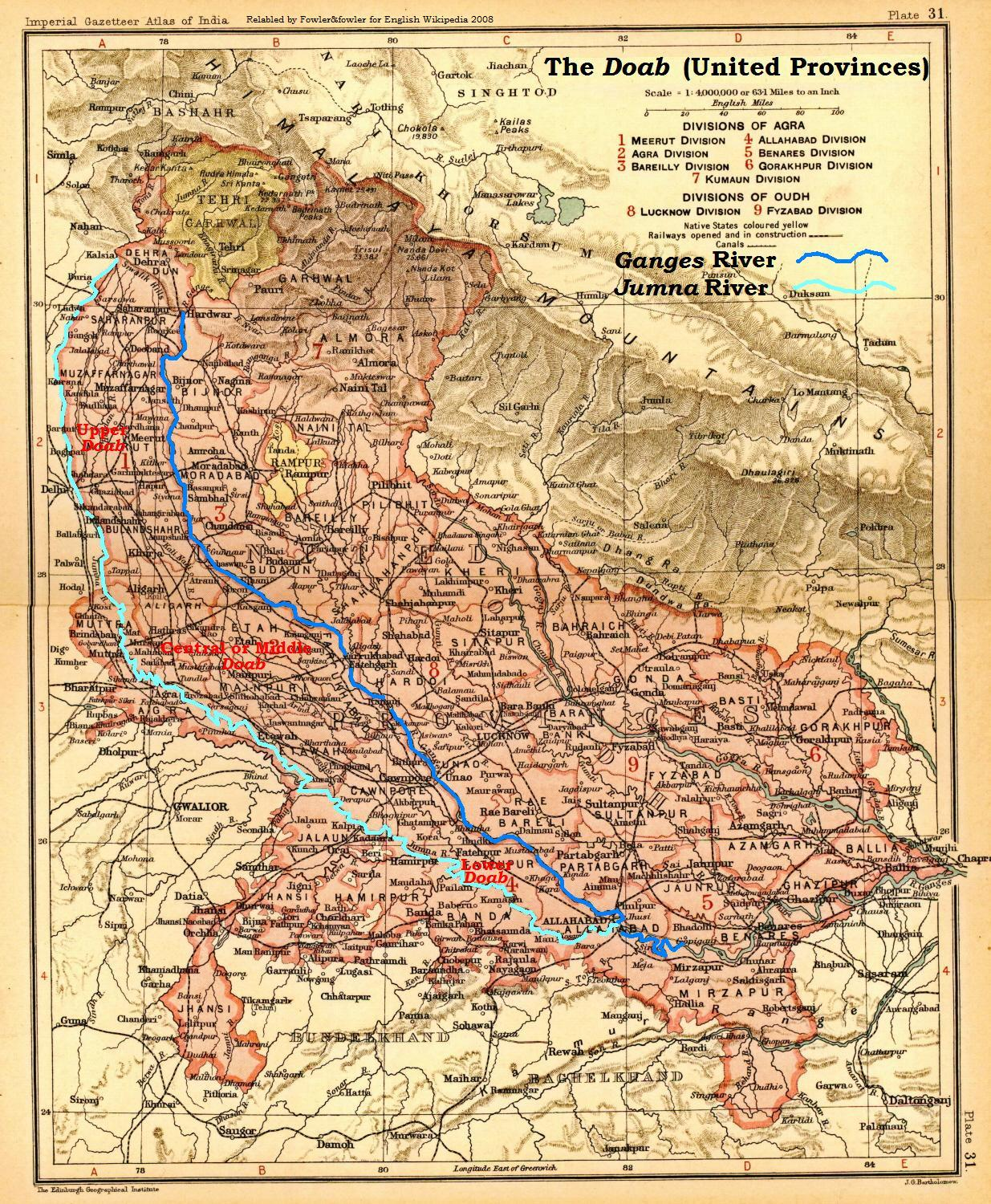
Карта Доаба, показывает субрегионы: «Верхний Доаб,» «Центральный или Средний Доаб» и «Нижний Доаб.»

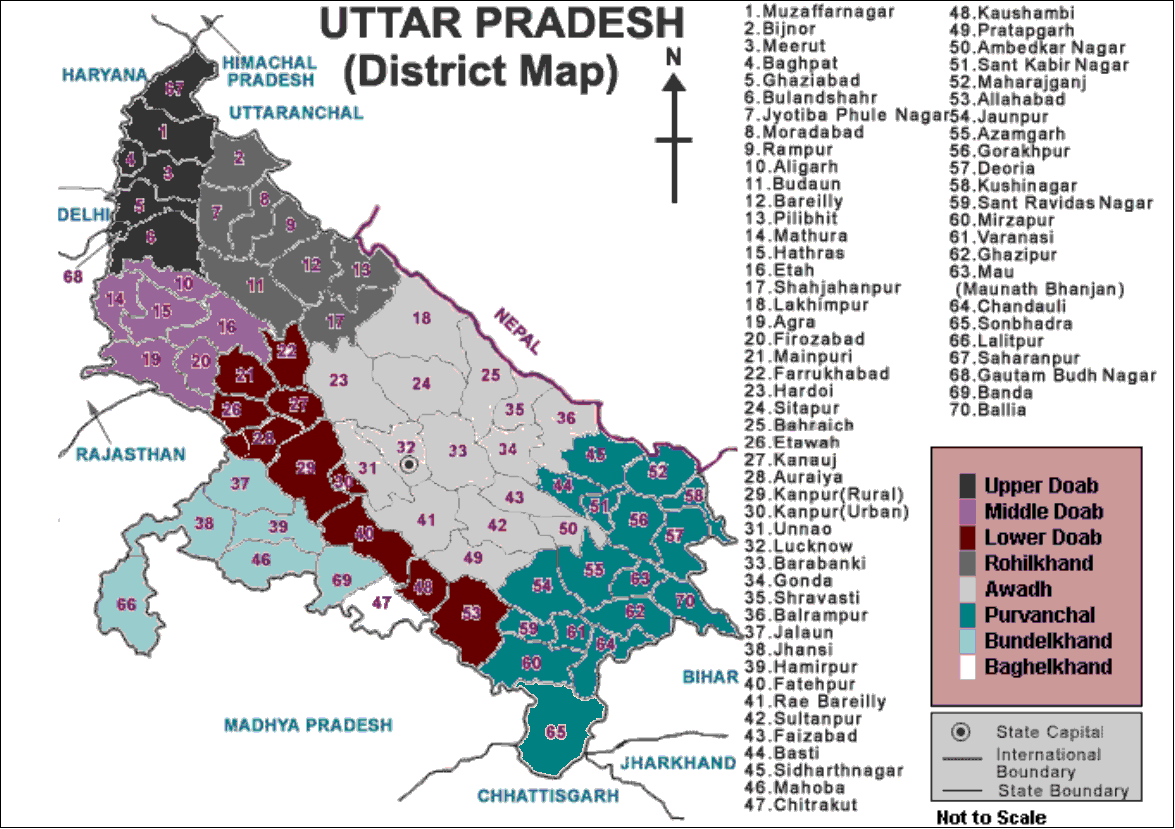
Регионы Уттар-Прадеш

Если слово Доаб употребляется без названия каких-либо рек, то оно означает плоский аллювиальный участок земли, расположенный между Гангой и Ямуной на западе и юго-западе индийского штата Уттар-Прадеш, который простирается от Сивалика до слияние двух рек в Аллахабаде. Его площадь составляет 60,500 квадратных километров; примерно 805 км в длину и 97 в ширину.
Следующие округа\штаты являются частями Доаба:
- Верхний Доаб:

Рурки, Музаффарнагар, Сахаранпур, Мератх, Багхпат, Девабанд, Газиабад, Гаутамбудхнагар и Буландшахр
- Центральный (Средний) Доаб:

Алигарх, Этах, Хатхрас, Фирозабад, Матхура и Агра (Матхура и Агра лежат по ту сторону Ямуны в район Враджа).
- Нижний Доаб:

Маинпури, Этавах, Фаррукхабад, Каннаудж, Аурайя, Канпур, Фатехпур, Каушамби и Аллахабад (между рек).

## Доабы в районеПенджаба

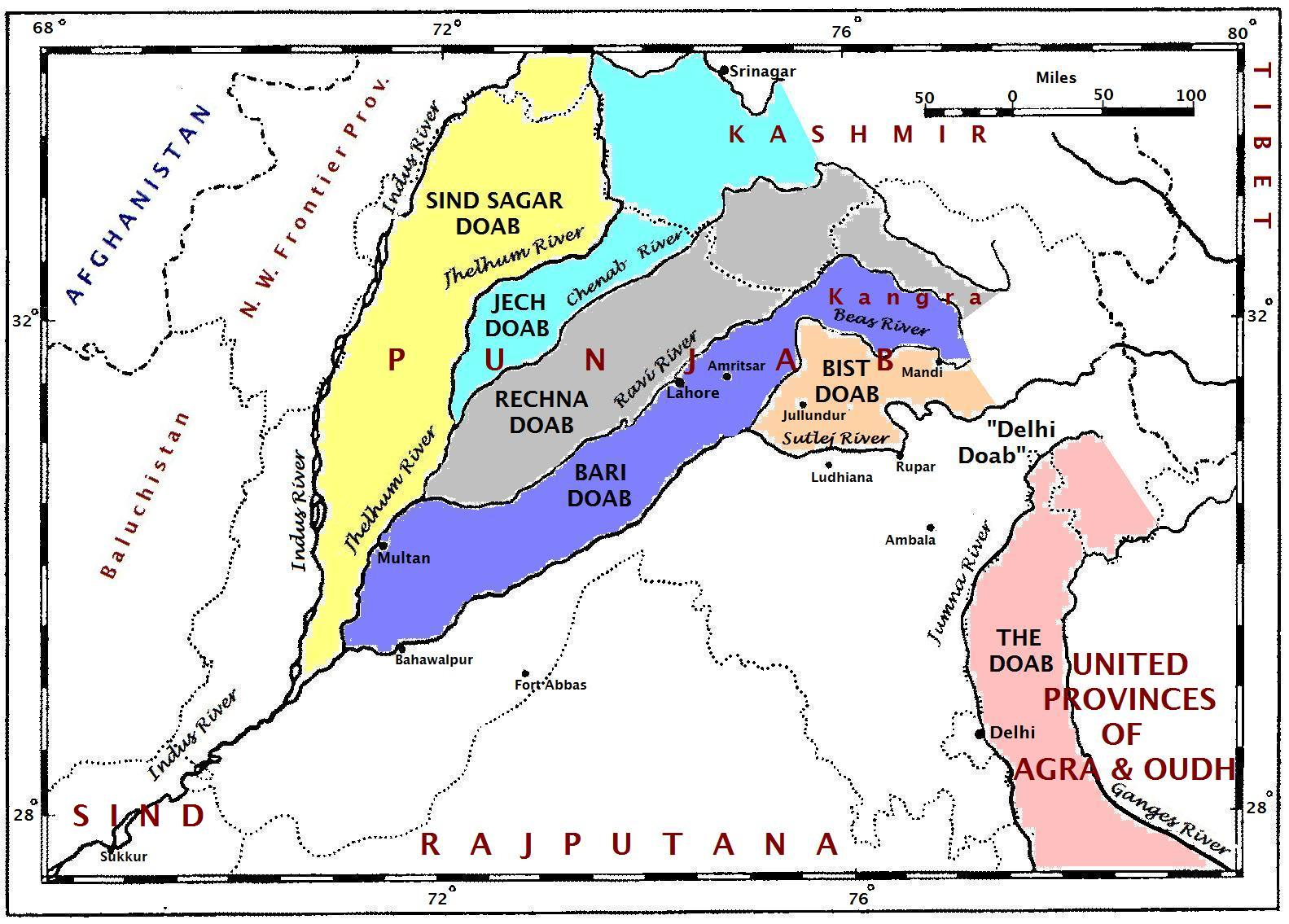
Карта, относящаяся приблизительно к 1947 году, изображающая различные доабы.

Каждый из участков земли, лежащие между сливающимися реками региона Пенджаб, имеют своё собственное название. Говорят, что придумал их раджа Тодар Мал, министр Акбара, императора Империи Великих Моголов. Каждое название (за исключением «Синдх Сагар») составлены из первых букв (согласно персидскому алфавиту) названий рек, окружающих определенный доаб. Например, Джеч = 'Дже'(Джелум) + 'Ч'(Ченаб). Названия (с запада на восток):
- Синд Сагар Доаб — лежит между реками Инд и Джелам.

Главными городами в Синд Сагар Доабе являются Равалпинди и Исламабад. Он состоит из следующих районов: Шахпур, Дера-Исмаил-Хан, Чаквал, Джелам, Банну, Музаффаргарх, Джанг, Гуджрат, Хазара и великий Соляной хребет. Главным диалектом здесь является доаби.
- Джеч Доаб (также Чадж)  — между реками Джелам и Чинаб.

Главными районами здесь являются округ Гуджрат, Саргодха, Манди-Бахауддин, Малквал, Шахпур, Пхалиа, Сарай-Аламгир и Кхариан. Главным диалектом здесь является шахпури.
- Речна Доаб — между реками Чинаб и Рави.

Главным диалектом здесь является речнави.
- Бари Доаб или Маджха— между реками Рави и Бис.

Главными городами в здесь являются Амритсар, Батала, Маджитха, Шри Харгобиндпур, Дера Баба Нанак, Кадиан, Патханкот, Равалпинди, Гурдаспур, Наровал, Лахор, Касур, Шекхупура, Нанкана-Сахиб, Сиалкот, Вазирабад, Гуджрат и Тарн-Таран-Сахиб.
- Бист Доаб (также Джуллундур Доаб или Доаба) — между реками Бис и Сатледж.

Включает следующий округа: Джаландхар, Хошиарпур, Капуртхала, Наваншахр.
Также землю, лежащую между Сатледжом и Ямуной, иногда называют Дели Доаб, хотя, строго говоря, доабом он не является, ведь окружающие его реки, Ямуна и Сатледж, не сливаются.

## Райчур
Райчур Доаб — треугольный территория штатов Андхра-Прадеш и Карнатака, которая лежит между рекой Кришной и её притоком Тунгабхадра. Была названа в честь города Райчур.